# Hoplitis mazzuccoi
Hoplitis mazzuccoi là một loài Hymenoptera trong họ Megachilidae. Loài này được Schwarz & Gusenleitner mô tả khoa học năm 2005.